# Куприянов, Павел Иванович
Павел Иванович Куприя́нов (Купреянов) (1821—1899) — русский контр-адмирал.

## Биография
Родился в 1821 году в селе Терентьево Солигаличского уезда Костромской губернии.
По окончании Морского кадетского корпуса произведён 9 января 1841 года в мичманы и назначен на Черноморский флот. 7 апреля 1846 года произведён в лейтенанты. На корабле «Чесма» участвовал в Синопском сражении, за что награждён орденом Св. Анны 4-й степени и произведён 18 декабря 1853 года в капитан-лейтенанты. Участник обороны Севастополя, за подвиги в период обороны награждён орденами Св. Анны 3-й степени, Св. Анны 2-й степени с мечами. 26 ноября 1854 награждён орденом Св. Георгия 4-й степени «за 18 морских кампаний».
В 1857 году командовал парусно-винтовым корветом «Гридень». 1 января 1862 года произведён в чин капитана 2-го ранга. 1 января 1866 года произведён в чин капитана 1-го ранга. 19 февраля 1868 года назначен командиром Архангельского порта.
21 мая 1878 года произведён в чин контр-адмирала с увольнением в отставку.
Умер 23 мая 1899 года в Кинешме.